# أمارة
الأمارة عند الأصوليين والمتكلمين الدليل الظني. وعرفت بما يمكن التوصل فيه بصحيح النظر إلى الظن بمطلوب خيري. وقد تكون مجردة أي وصفا طرديا لا مناسبا ولا شبيها به وقد تكون باعثة أي مناسبة. وفي التعريفات الأمارة لغة العلامة واصطلاحا هي التي يلزم من العلم بها الظن بوجود المدلول، كالغيم بالنسبة إلى المطر فإنه يلزم من العلم به الظن بوجود المطر. والفرق بين الأمارة والعلامة أن العلامة ما لا ينفك عن الشيء، كوجود الألف واللام على الاسم، والأمارة تنفك عن الشيء، كالغيم بالنسبة للمطر.